# Joan Blaeu

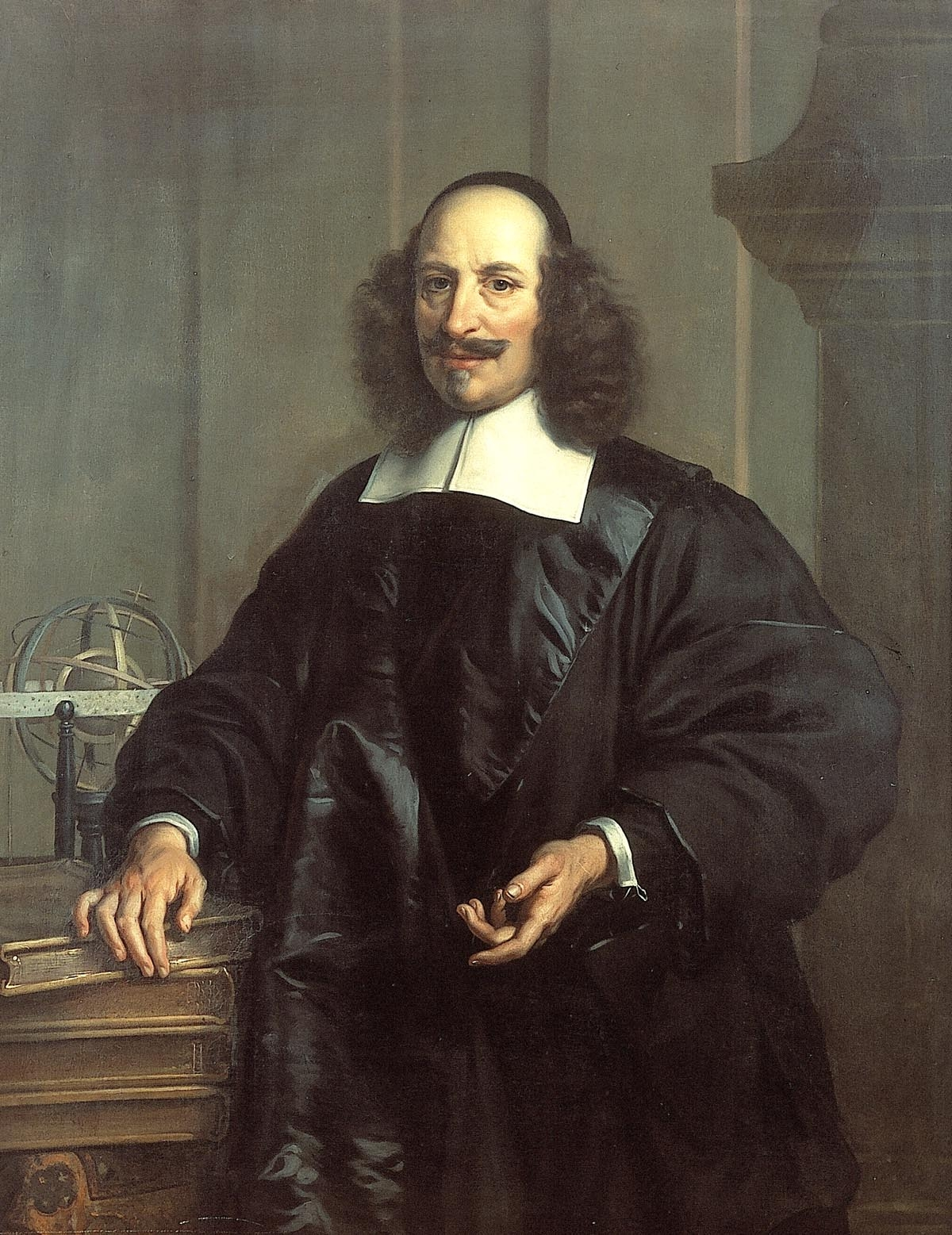
Joan Blaeu

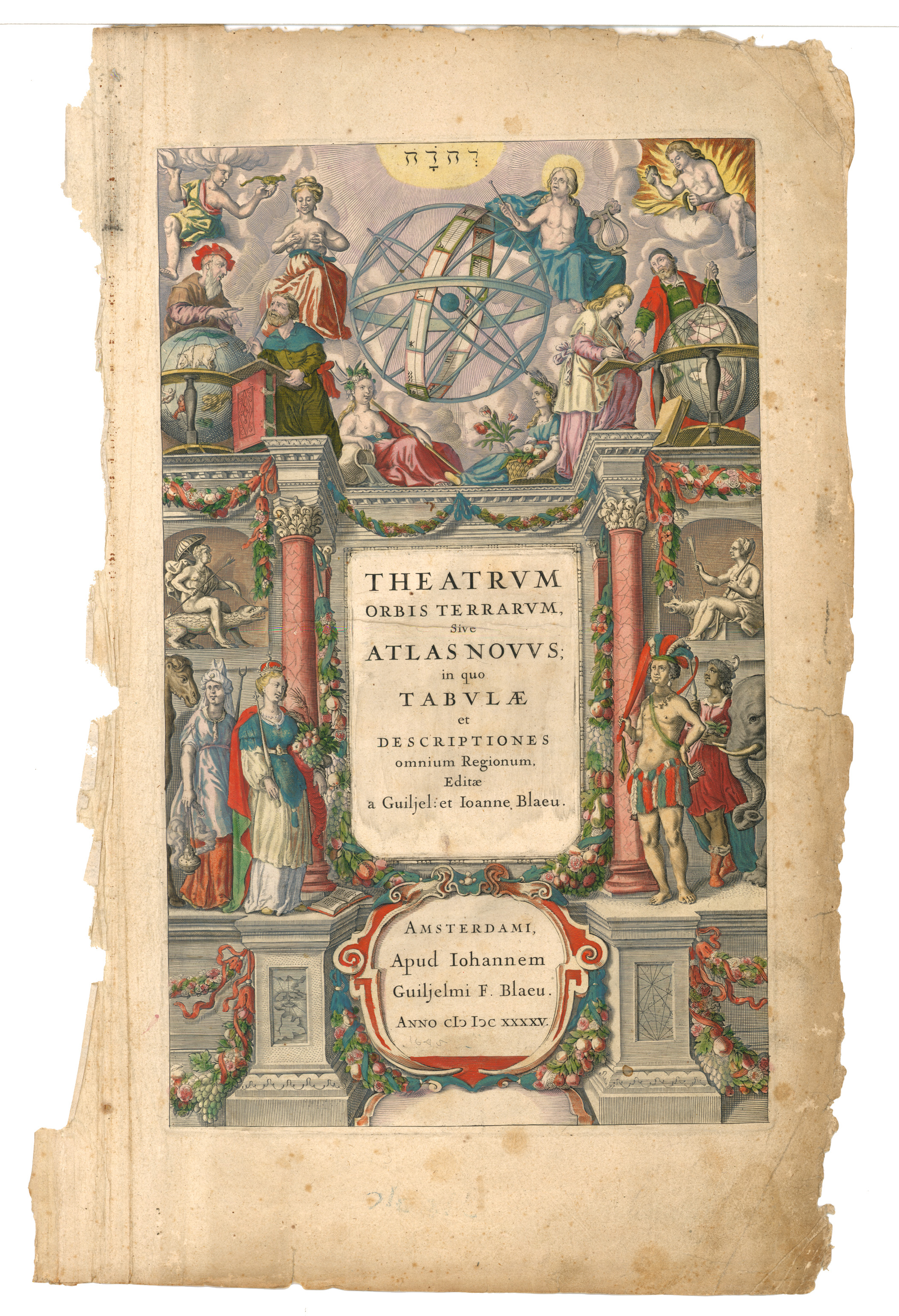
Frontispício do Atlas Maior, de Joan Blaeu (1645).

Joan Blaeu (Alkmaar, 22 de setembro de 1596 — Amesterdão, 28 de maio de 1673) foi um cartógrafo neerlandês, filho de Willem Blaeu, de mesmo ofício.

## Biografia
Em 1620 tornou-se doutor em Direito mas preferiu seguir os passos de seu pai, com quem, em 1635, publicou o importante Atlas Maior (de título completo "Theatrum orbis terrarum, sive, Atlas novus") em dois volumes. Joan e o seu irmão Cornelius assumem a oficina após o falecimento de seu pai em 1638. Mais tarde editam, em 1643, o mapa-mural intitulado "Brasilia qua parte paret Belgis", baseado em Georg Marggraf e com vinhetas de Frans Post, que contém a mais minuciosa descrição das costas brasileiras até então disponível. Cornelius morre em 1648 e posteriormente Joan torna-se o cartógrafo oficial da Companhia Holandesa das Indias Orientais. Até 1649 Joan Blaeu publicou uma coleção de mapas de cidades holandesas intitulada Tooneel der Steeden (Vistas das Cidades). Dois anos mais tarde, foi eleito para integrar o concelho de Amsterdão. Em 1654, publicou o primeiro atlas da Escócia e em 1662 reeditou e ampliou um atlas mundial que o seu pai havia iniciado. Esta obra ficou conhecida como Atlas maior e foi editada em neerlandês, latim, francês, alemão e espanhol. A obra, dependendo do idioma, consta de nove e doze tomos. O trabalho seguinte, que tinha planejado realizar, Joan Blaeu era uma cosmologia, mas em 1672 um incêndio destruiu a imprensa por completo. Joan Blaeu morreu no ano seguinte.